# تشارلز جوردان (عمدة)
تشارلز جوردان (بالإنجليزية: Charles Jordan)‏(1838 - 5 أكتوبر 1912م) كان سياسيًا نيوزيلنديًا إيرلنديًا المولد ورجل دين أنجليكاني. تلقى تعليمه في كلية الثالوث (دبلن). رُسم في غالواي (مقاطعة) في 14 يوليو 1867. شغل منصب عمدة تاورانجا خمس مرات (1885-1886، 1900-1905، 1907-1908، 1909-1910، 1911-1912).